# Annalena Baerbock
Annalena Charlotte Alma Baerbock (n. 15 decembrie 1980, Hannover, RFG) este o politiciană germană. Annalena Baerbock este membră a Bundestagului german din 2013, iar din 8 decembrie 2021 este prima femeie care a devenit ministru federal al afacerilor externe. 
La alegerile federale ale Germaniei din 2021, Annalena Baerbock a candidat pentru funcția de cancelar, însă partidul ei a ajuns abia pe locul al treilea, cu 14,8% din voturile secunde. Din ianuarie 2018 până în februarie 2022, a fost președinta federală a Bündnis 90/Die Grünen împreună cu Robert Habeck. 